# Lidköping
Ej att förväxla med Linköping. För andra betydelser, se Lidköping (olika betydelser).
Lidköping (lokalt uttal [ˈlɪ́ɕːøpɪŋ] ( lyssna) utan d-ljud) är en tätort i Västergötland och centralort i Lidköpings kommun, Västra Götalands län. Lidköping är Sveriges 45:e största tätort. På grund av förväxlingsrisken med Linköping kallar kommunen sig och staden ibland Lidköping vid Vänern.
Staden ligger söder om den sydöstra del av Vänern som kallas Kinneviken. Övriga sidor om staden är jordbruksbygd. Staden delas i två delar av ån Lidan. Den östra sidan benämns gamla staden och den västra sidan nya staden. Tidigare var gamla och nya staden två oberoende städer med var sitt rådhus. På nya stadens torg står nya stadens grundare Magnus Gabriel De la Gardies staty samt hans jaktslott, vilket tidigare användes som rådhus. Bebyggelsen i nordväst avgränsades 2015 till en separat tätort benämnd  Lidköping norra.

## Historia

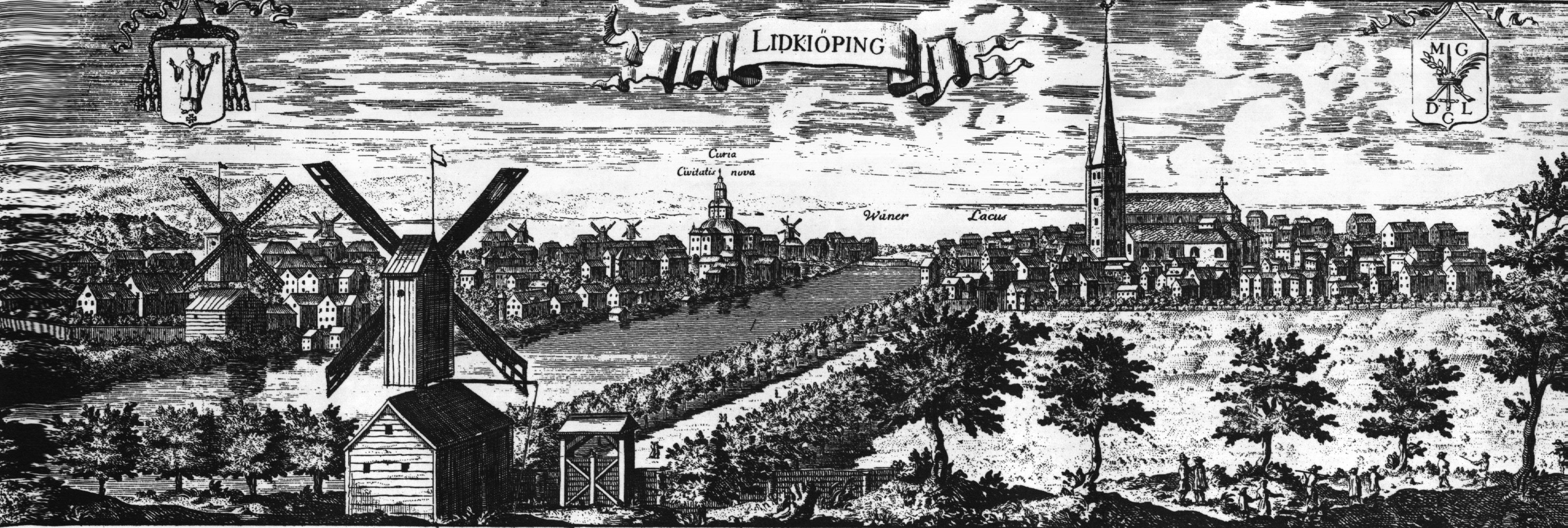
Lidköping omkring år 1700. Ur Suecia antiqua et hodierna och därför troligen inte helt tillförlitlig.

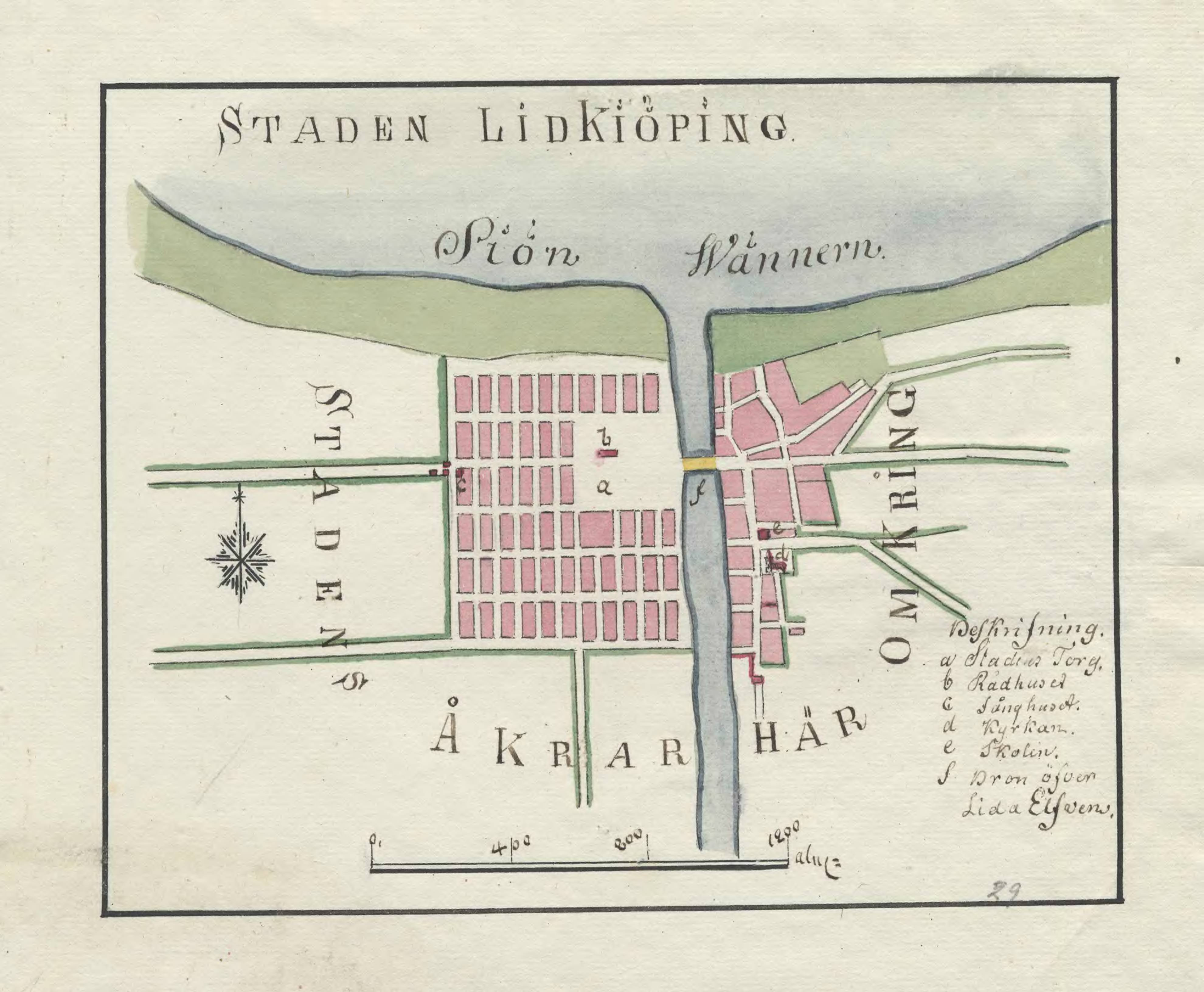
Karta över Lidköping från 1790-talet

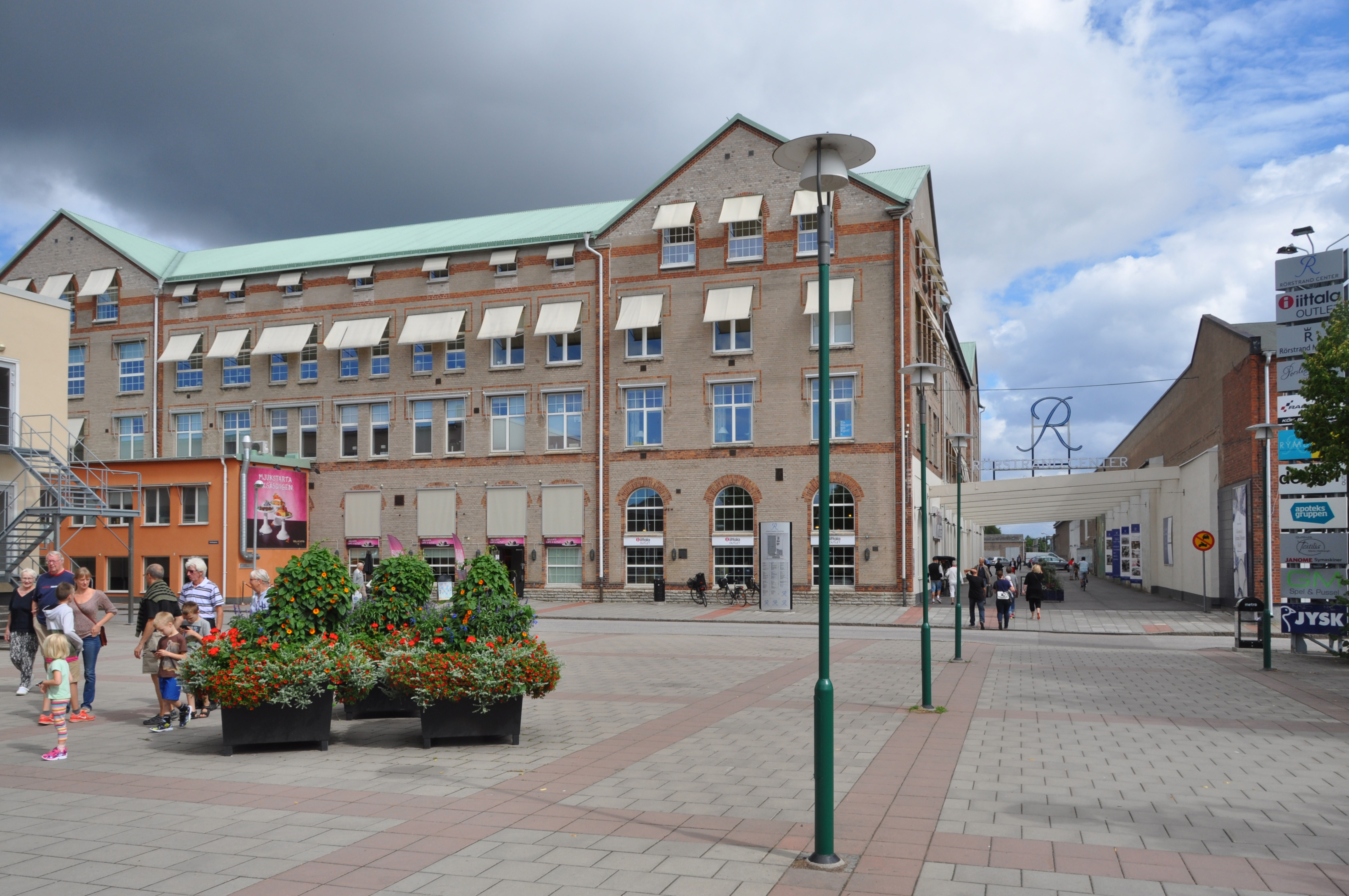
Rörstrand Center i den gamla porslinsfabriken.

Lidköping fick sina första kända stadsprivilegier 17 juni år 1446 av Sveriges dåvarande kung, Kristofer av Bayern, och blev därmed den första staden vid Vänern. 1532 och 1547 fick Lidköping fri seglats och rätt att idka byteshandel i hamnarna vid Vänern i Värmland, Dalsland och Vadsbro härad, tullfrihet i Lödöse med mera.
Privilegierna gjorde i sig själva ingen större skillnad för stadens utveckling, men vid ungefär samma tid hade ett nytt element i stadens ekonomiska liv börjat växa fram, nämligen sjöfarten på Vänern. Genom den begynnande träexporten från skogarna runt Vänern började Lidköping förvandlas från inlandsstad till sjöstad.
År 1553 brann större delen av Lidköping ned i en stadsbrand. Gustav Vasa beviljade samma år staden 3 års skattefrihet, men befallde 1560 att Lidköping ej fick byggas upp på nytt, utan skulle flyttas till "Huffudnaes", den plats där senare Vänersborg skulle anläggas. Ända fram till 1672 bestod Lidköping endast av Gamla staden eller den del av innerstaden som ligger öster om Lidan.
År 1615 belönades Jacob De la Gardie efter sina stora framgångar i De la Gardieska fälttåget med ett grevskap med säte i Läckö. Han fick dessutom rätt att inom detta anlägga en stad, vilket han dock aldrig utnyttjade. Drottning Kristina tilldelade honom 1651 i stället staden Lidköping "till grevskapets förökande". År 1655 fick grevskapets dåvarande innehavare, Jakobs son Magnus Gabriel, se staden återgå till kronan som en del av fjärdepartsräfsten. Han fick dock samtidigt tillstånd att inom grevskapet anlägga en ny stad. Lidans västra strand, mitt för det gamla Lidköping, utsågs till denna nya stads läge. Månesköldarna på Ågården, som ägde marken, hindrade dock till en början hans planer, och först år 1670 genomfördes ett markbyte som gjorde att den eftertraktade marken kom i hans händer, och 1672 började staden byggas upp efter den geometriska stadsplan greven själv fastställt.
De la Gardie uppmuntrade alla som ville bygga i staden genom att ge pengar, trä och sten, upplåta platser till kålgårdar samt fördela andelar i skogen. Grevens jaktslott på Traneberg på Kållandsö fraktades på båtar till Lidans mynning, varefter det uppställdes mitt på det stora torget för att tjäna som rådhus, en funktion byggnaden hade fram till 1882. På 1680-talet fanns i dessa städer flera hantverkare: skomakare, skräddare, snickare, kanngjutare, pistolsmeder, skinnberedare och karduansmakare.
Redan genom reduktionen lades år 1683 Lidköping åter som en enhet under kronan, men de bägge städerna hade ända fram till 1705 var sin borgmästare. Under sin livstid höll greve Magnus sin hand över både det gamla Lidköping och sin egen stad. Han inrättade skola och barnhus, restaurerade kyrkan och stödde på många sätt handel, hantverk och andra näringar.
Under de följande två århundradena genomgick Lidköping en lugn och jämn befolkningsutveckling 1805 fanns här 1 377 innevånare, 1850 2 417, 1880 4 734 och 1900 5 452.
1849 förstördes i stort sett hela den gamla staden igen av en förödande brand. Branden startade vid Lidans omedelbara närhet på östra sidan, där ett minnesmärke efter branden restes 1949. Det enda som blev kvar av dåtidens gamla stad var ett kvarter som i dag går under namnet Limtorget.
Stadens första stenhus tillkom på 1860-talet. 1874 fick Lidköping sin första järnväg, Lidköping–Skara–Stenstorps Järnväg, 1877 öppnades Lidköping–Håkantorps Järnväg, 1899 Kinnekulle–Lidköpings järnväg och 1908 Lidköping–Kållands järnväg. Sedan började Lidköpings första större industrier att växa fram, däribland Lidköpings Mekaniska Verkstad, AB Lidköpings Vikingsågar (grundat 1915), AB Kronsågar (grundat 1913), Lidköpings porslinsfabrik, en råsockerfabrik med raffinaderi, två tändsticksfabriker ett bryggeri med mera.
Under 1980-talet och 1990-talet var man i Lidköping trött på att staden förväxlades med Linköping, och man försökte då byta namn till Lidköping-Vänern, och senare Lidköping vid Vänern. Man fick avslag av flera olika skäl, främst då sådana namn ansågs sakna tradition i Sverige (jämförbara namn återfinns i Europa, till exempel Frankfurt am Main och Newcastle-upon-Tyne.)

### Administrativa tillhörigheter

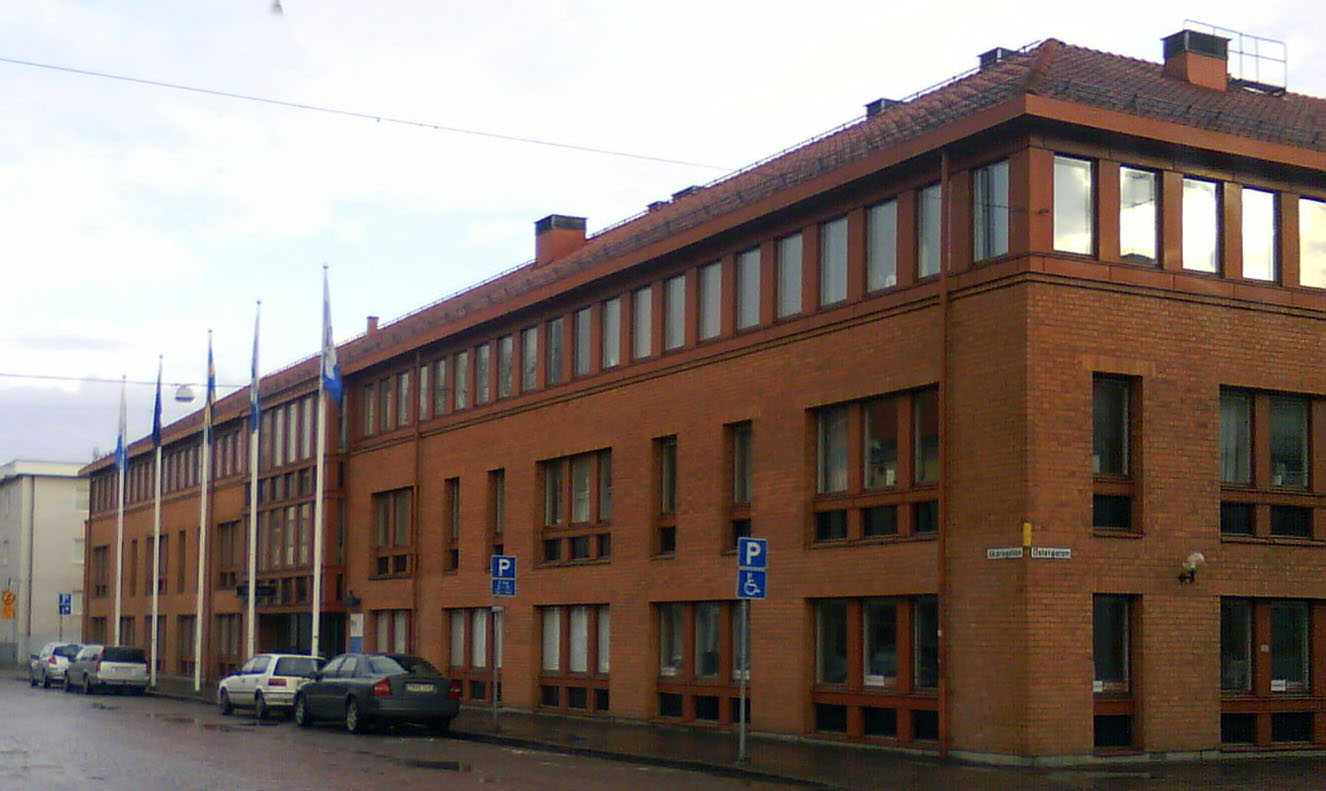
Lidköpings stadshus.

Lidköpings stad  ombildades vid kommunreformen 1862 till en stadskommun med mindre delar av bebyggelsen efterhand i Råda och Hovby socknar och landskommuner. 1969 utökades stadskommunen med omgivande socknar/landskommuner och stadskommunen ombildades 1971 till Lidköpings kommun med Lidköping som centralort.
I kyrkligt hänseende har Lidköping alltid hört till Lidköpings församling. Delar av den expanderade tätorten tillhör Kållands-Råda församling och Sävare församling.
Orten ingick till 1961 i domkretsen för Lidköpings rådhusrätt för att därefter till 1971 ingå i Kinnefjärdings, Kinne och Kållands domsagas tingslag. Från 1971 till 2009 ingick Lidköping i Lidköpings domsaga och orten ingår sedan 2009 i Skaraborgs domsaga.

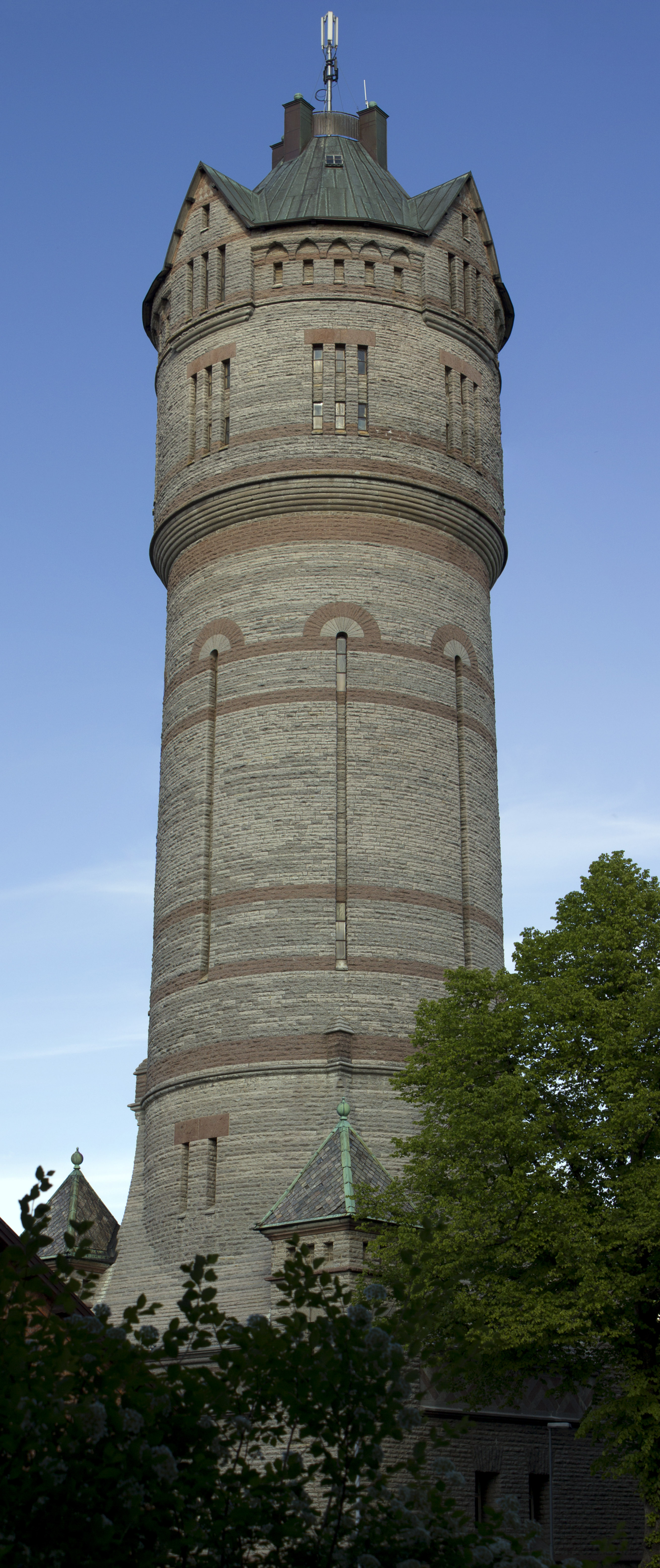
Gamla vattentornet från 1899 som inte längre är i bruk.

## Ekonomi och infrastruktur

### Näringsliv
Lidköping har en bred flora av industri och näringsliv. Tack vare att Lidköping är en sjöstad nära öppna landskap, så finns både rederier, som Thunbolaget, och jordbruksrelaterade verksamheter som Lantmännen, Eurofins, Fazer Bröd och Frebaco Kvarn representerat i det lokala näringslivet. Även tillverkningsindustrin är stark, och större arbetsgivare är bl.a. Lidköpings Mekaniska Verkstad/Lidköping Machine Tools AB (numera KMT Precision Grinding), AB Plåtmanufaktur/PLM (senare Rexam,  Petainer, Promens, Polimoon numera RPC Superfos), Lidköpings Sågbladsfabrik (numera SNA), LVI (Lidköpings Värmeledningsindustri) och Kinnegrip med Kinbag. 2007 gick Lidköpings Precisionsindustri med 127 anställda i konkurs. Andra branscher finns representerade bl.a. genom Strokirk-Landströms tryckeri.
Kommunens största arbetsgivare är Såtenäs garnison som har ansvar för Skaraborgs flygflottilj.

### Infrastruktur

#### Transporter

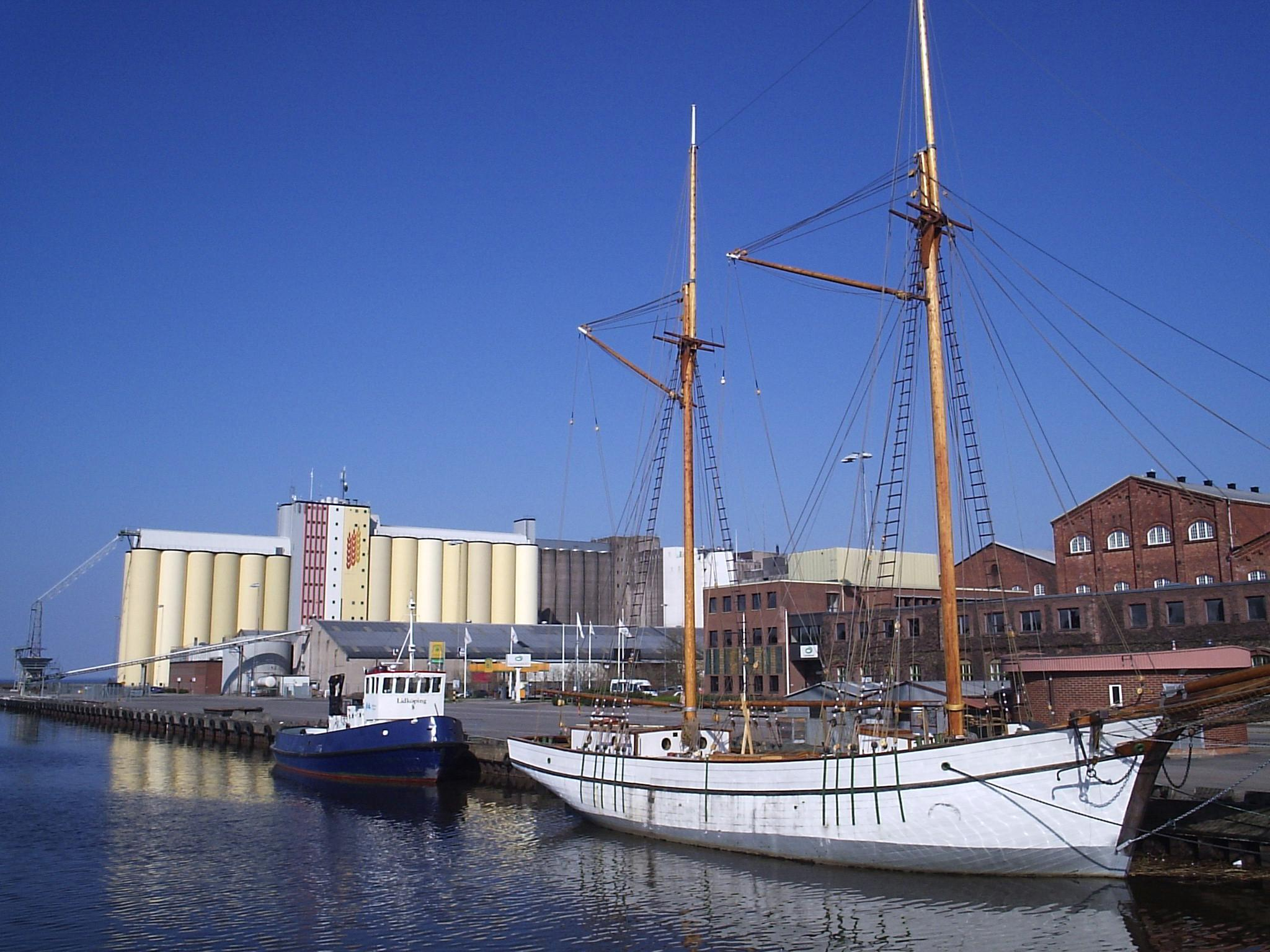
Segelfartyget Mina på Lidans utlopp i Östra hamnen.

Då en stor del av kommunens norra delar gränsar till Vänern så har Lidköpings hamn alltid varit av betydelse.
Riksväg 44 är en förbindelselänk mellan Fyrbodal och östra Sverige. Länsväg 187 ansluter Lidköping till E20, och riksväg 49 förbinder Lidköping med Skara och Skövde.
Kinnekullebanan förbinder kommunen med Västra stambanan i Gårdsjö i norr, och i Herrljunga (via Älvsborgsbanan) i söder. Kinnekulletåget har direkttåg till Göteborg avgår med två turer/dag måndag till lördag, restid 1,5 timme.
Både Hovby flygplats och Skaraborgs flygflottilj med Såtenäs flygplats samt Råda flygbas ligger inom kommunens gränser.
Lidköping ligger på ömse sidor om  Lidans utlopp i Vänern. I staden löper sammanlagt sex broar över ån. Dessa broar är, räknat från utloppet i Vänern och uppströms: 
- Järnvägsbron. Enkelspårig järnvägsbro med gång- och cykelbanor på ömse sidor om järnvägsspåret.
- Rörstrandsbron. Bilbro.
- Torgbron. Bred bro som numera enbart är tillåten för gång- och cykeltrafik. Byggd 1914, då den ersatte en järnbro byggd 1855.
- Wennerbergsbron. Bilbro, byggd 1961.
- Gångbron, smal bro för gående och cyklister. Bron byggdes 1912, och fanns ursprungligen på den plats där Wennerbergsbron idag går. Flyttad till nuvarande läge 1961.
- Ågårdsbron. Bilbro där Riksväg 44 går över Lidan. Byggd 1973. Riksvägen gick tidigare över Wennerbergsbron, och ännu tidigare Torgbron.

#### Utbildning
|  | Gymnasium - De la Gardiegymnasiet | Högskolor - Kulturturism - Campus Lidköping | Specialskolor - Uppfinnarskolan Idéum |

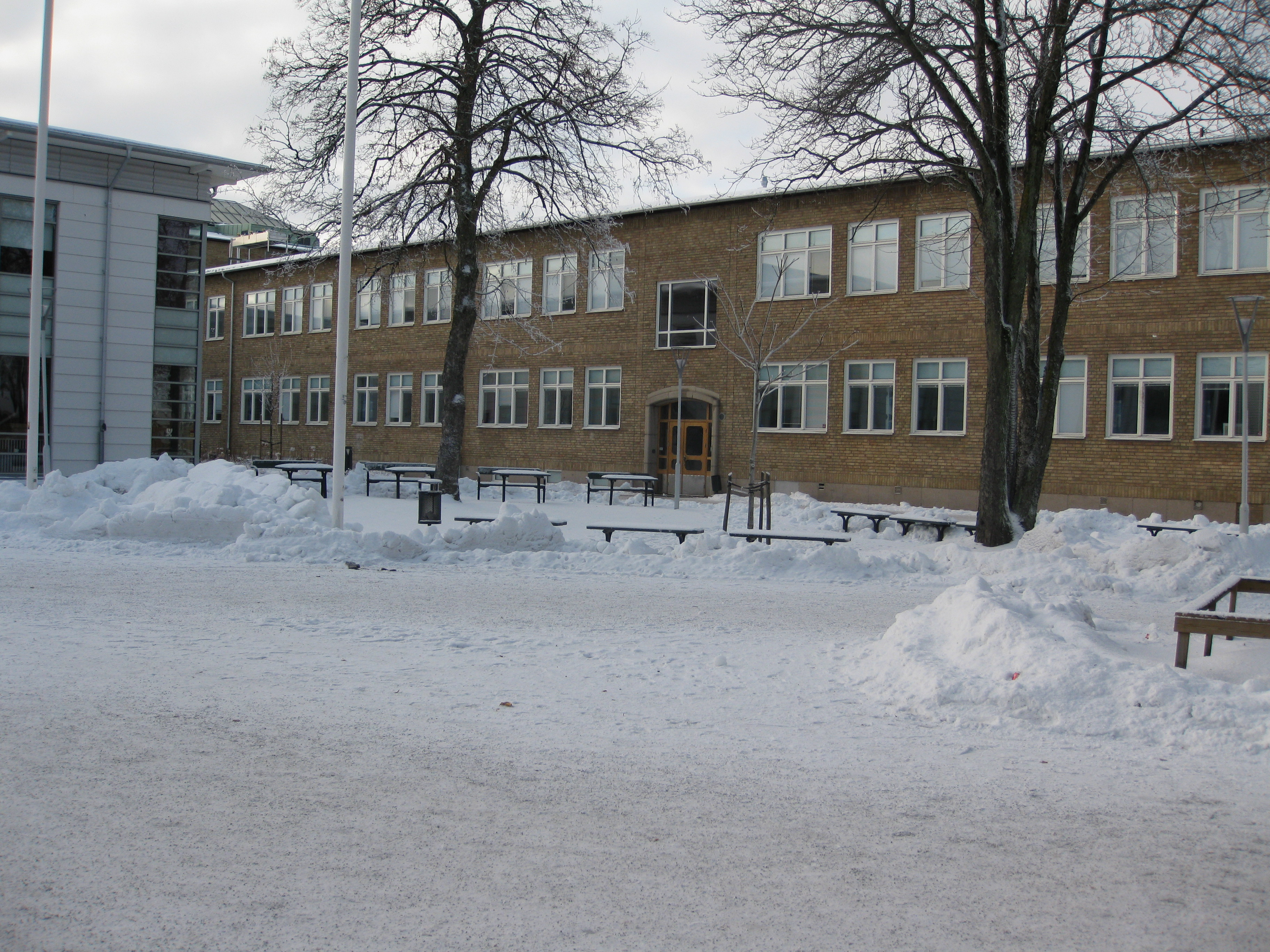
De la Gardiegymnasiet.

De la Gardiegymnasiet är värd för ett av Sveriges två Riksidrottsgymnasium för tennis (det andra finns i Båstad).

## Befolkning

### Stadsdelar
| - Askeslätt - Dalängen - Framnäs - Gamla stan - Kartåsen - Lidåker | - Lilleskog - Lillängen - Ljunghed - Majåker - Margretelund - Nye Stan | - Råda - Råda mosse - Silverbyn - Sjölunda - Stenhammar - Tofta | - Ulriksdal - Vänersvik - Västra hamnområdet - Änghagen - Ågården - Östra hamnområdet |

### Befolkningsutveckling
| Befolkningsutvecklingen i Lidköping 1960–2020 | Befolkningsutvecklingen i Lidköping 1960–2020 | Befolkningsutvecklingen i Lidköping 1960–2020 | Befolkningsutvecklingen i Lidköping 1960–2020 | Befolkningsutvecklingen i Lidköping 1960–2020 |
| --- | --------------------------------------------- | --------------------------------------------- | --------------------------------------------- | --------------------------------------------- |
| |                                               |                                               |                                               |                                               |
| År |                                               |                                               | Folkmängd                                     | Areal (ha)                                    |
| 1960 | 1960                                          |                                               | 16 868                                        |                                               |
| 1965 | 1965                                          |                                               | 18 649                                        |                                               |
| 1970 | 1970                                          |                                               | 21 300                                        |                                               |
| 1975 | 1975                                          |                                               | 21 001                                        |                                               |
| 1980 | 1980                                          |                                               | 21 278                                        |                                               |
| 1990 | 1990                                          |                                               | 22 008                                        | 1 198                                         |
| 1995 | 1995                                          |                                               | 24 195                                        | 1 419                                         |
| 2000 | 2000                                          |                                               | 24 389                                        | 1 468                                         |
| 2005 | 2005                                          |                                               | 24 941                                        | 1 495                                         |
| 2010 | 2010                                          |                                               | 25 644                                        | 1 552                                         |
| 2015 | 2015                                          |                                               | 22 988                                        | 1 282                                         |
| 2020 | 2020                                          |                                               | 23 656                                        | 1 307                                         |
| Anm.: Sammanvuxen med Tofta 1975, med Stenhammar 1990 och med Råda 1995. År 1995 räknade SCB bostadsområdet Övre Stenhammar i norra Lidköping som en separat småort med småortskod S5617. Orten räknade 85 invånare på en yta av 19 hektar. Lidköping norra utbruten 2015. |                                               |                                               |                                               |                                               |

## Sport

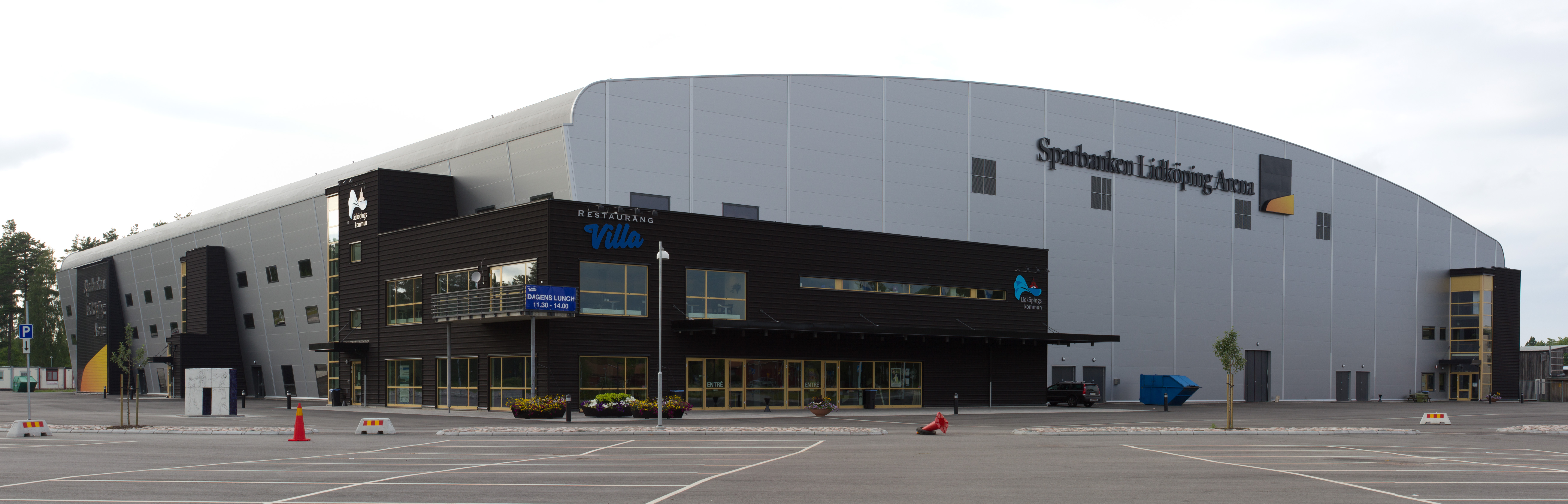
Sparbanken Lidköping Arena.

Lidköping är en bandystad och det mest framgångsrika laget är Villa-Lidköping BK (elitserien och fjärde plats i maratontabellen), följt av Lidköpings AIK (allsvenskan). HC Lidköping (ishockey) spelar i division 2 (damer division 1), Lidköpings FKs herrlag i fotboll spelar i division 2 medan damlaget spelar i Elitettan.
Den 25 december 2009 invigdes evenemangshallen Sparbanken Lidköping Arena, som började byggas 8 november 2008. Publikrekordet under första året var 4 425 besökare, från dagen efter invigningen den 26 december 2009, när Villa-Lidköping BK mötte IFK Kungälv i en elitseriematch i bandy. Det nuvarande publikrekordet lyder på 5 329 åskådare och sattes den 12 mars 2013 i SM-semifinalen mot Sandvikens AIK.
Tennisspelaren Anders Järryd kommer från Lidköping. Järryd utmärkte sig under sin karriär som en lysande dubbelspelare. 
Bland sportklubbar kan nämnas friidrottsklubben Lidköpings IS och tyngdlyftningsklubben TLK.

## Bildgalleri

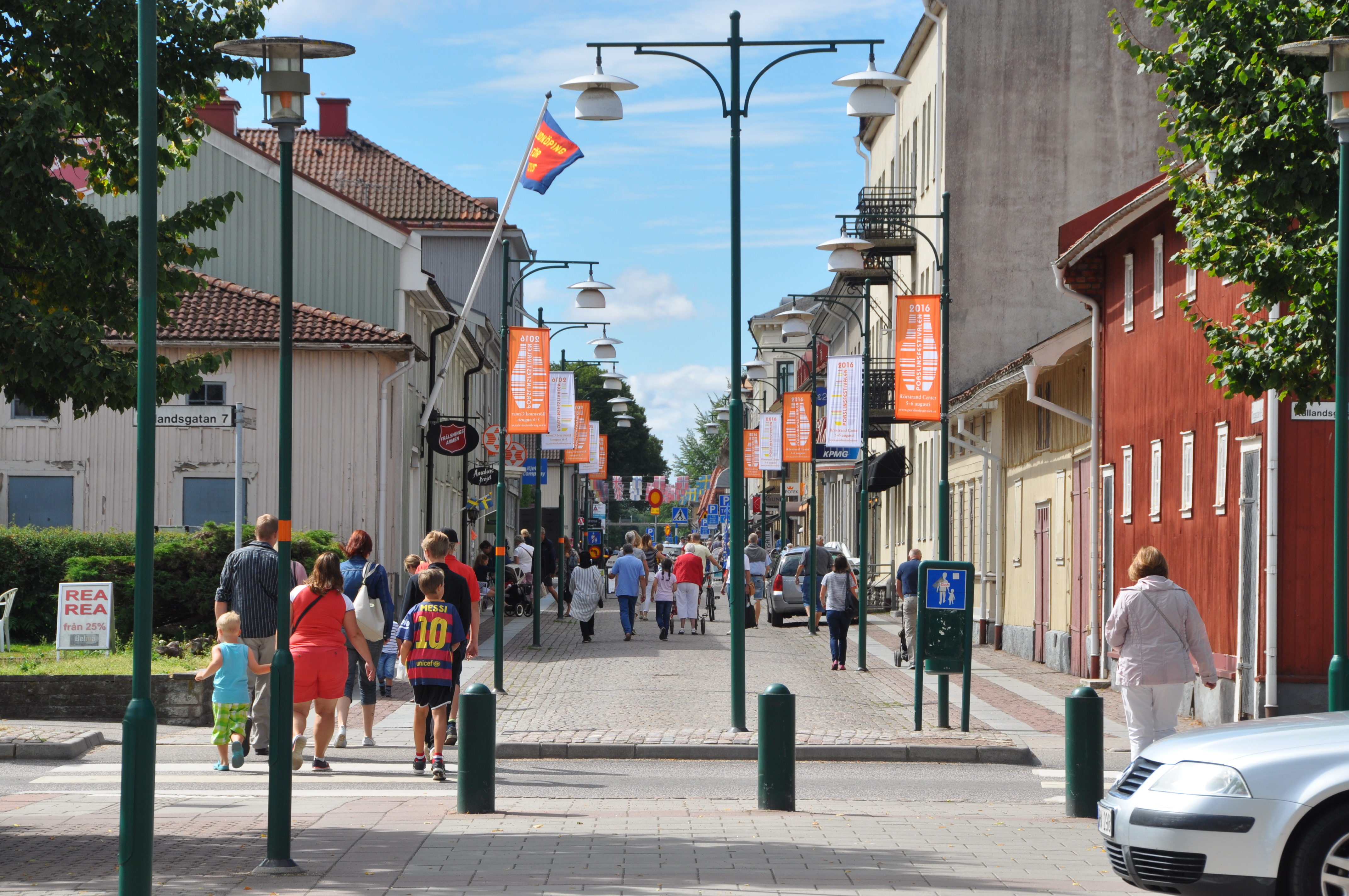
Torggatan.
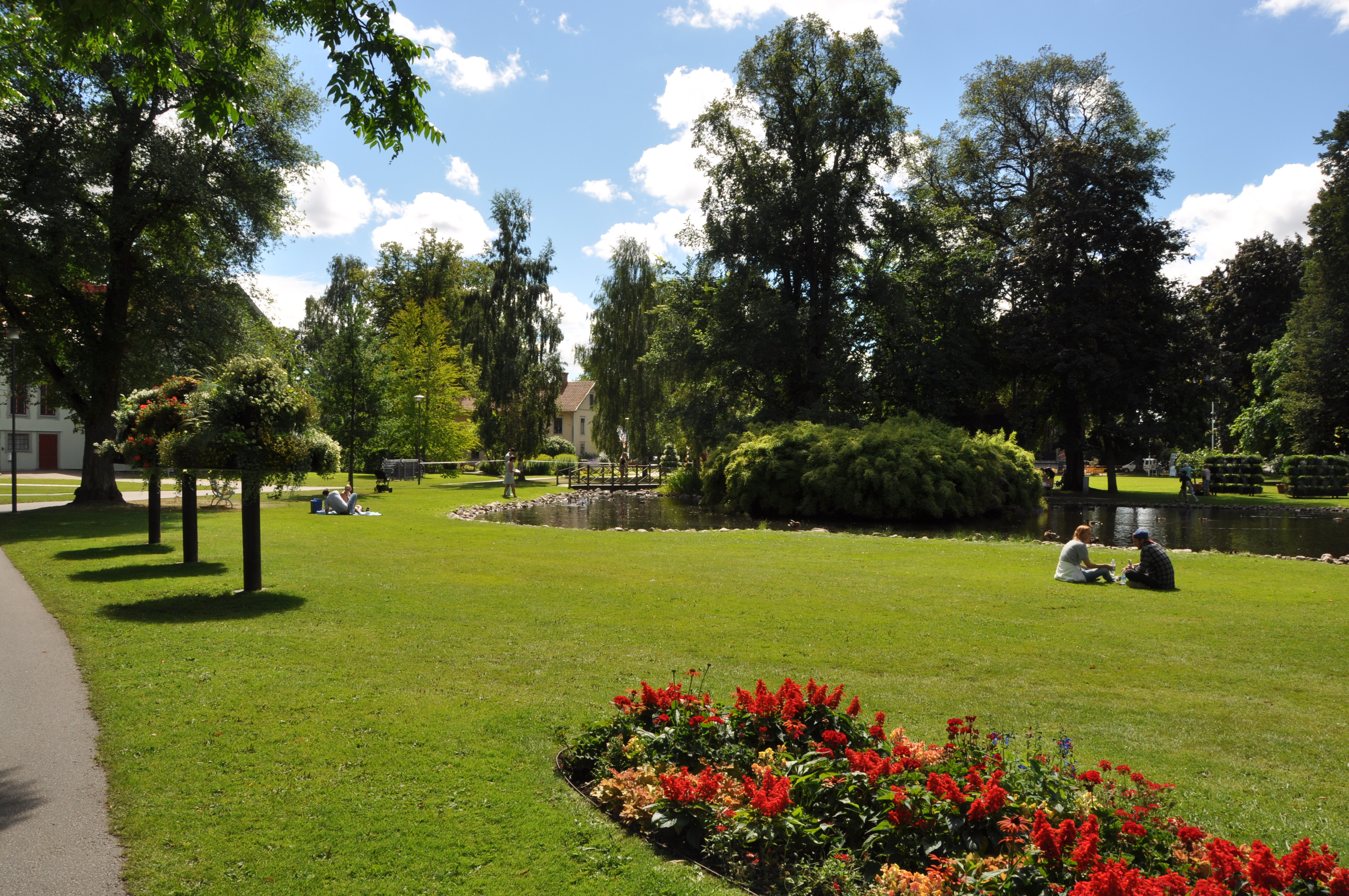
Stadsträdgården.
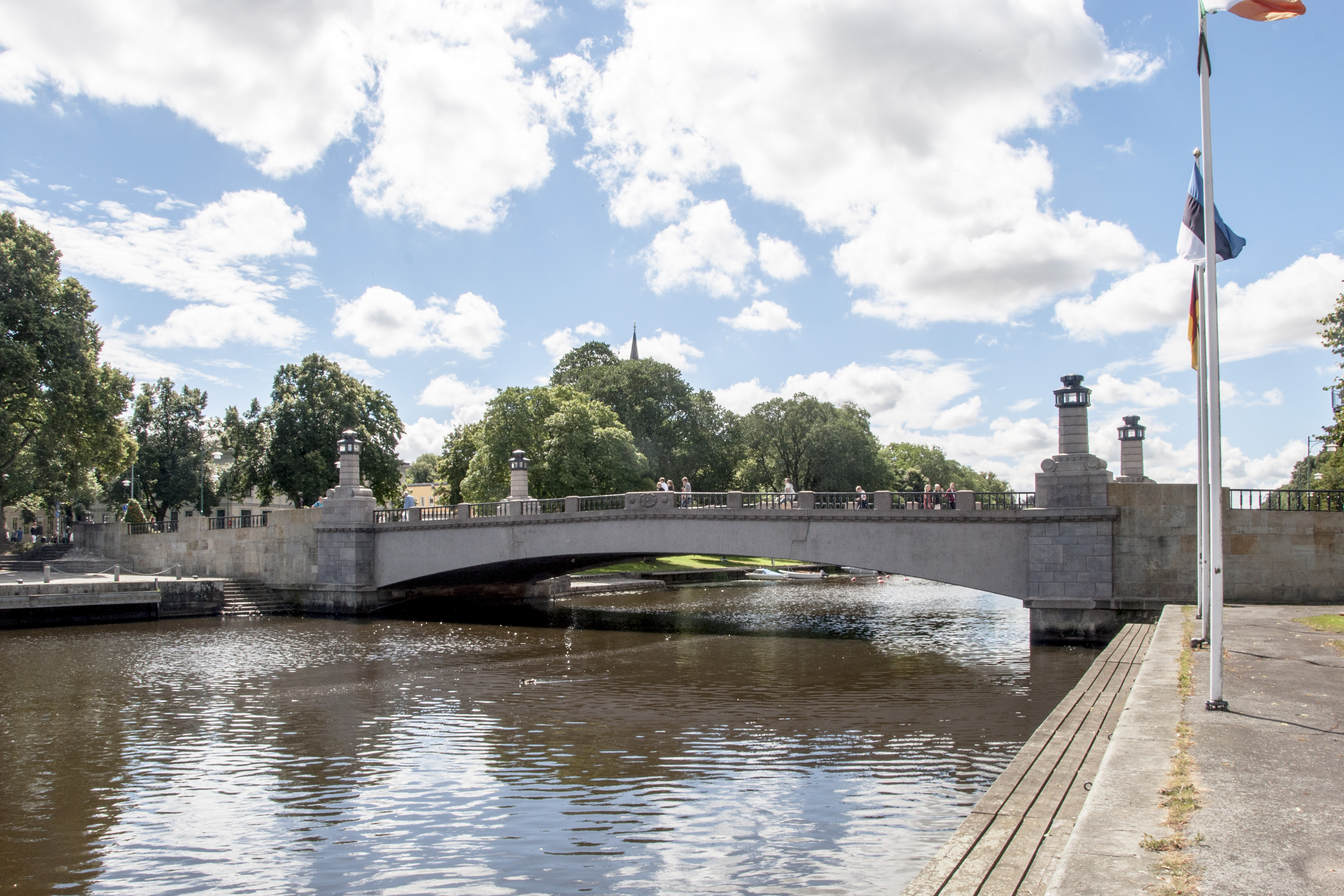
Torgbron över Lidan.
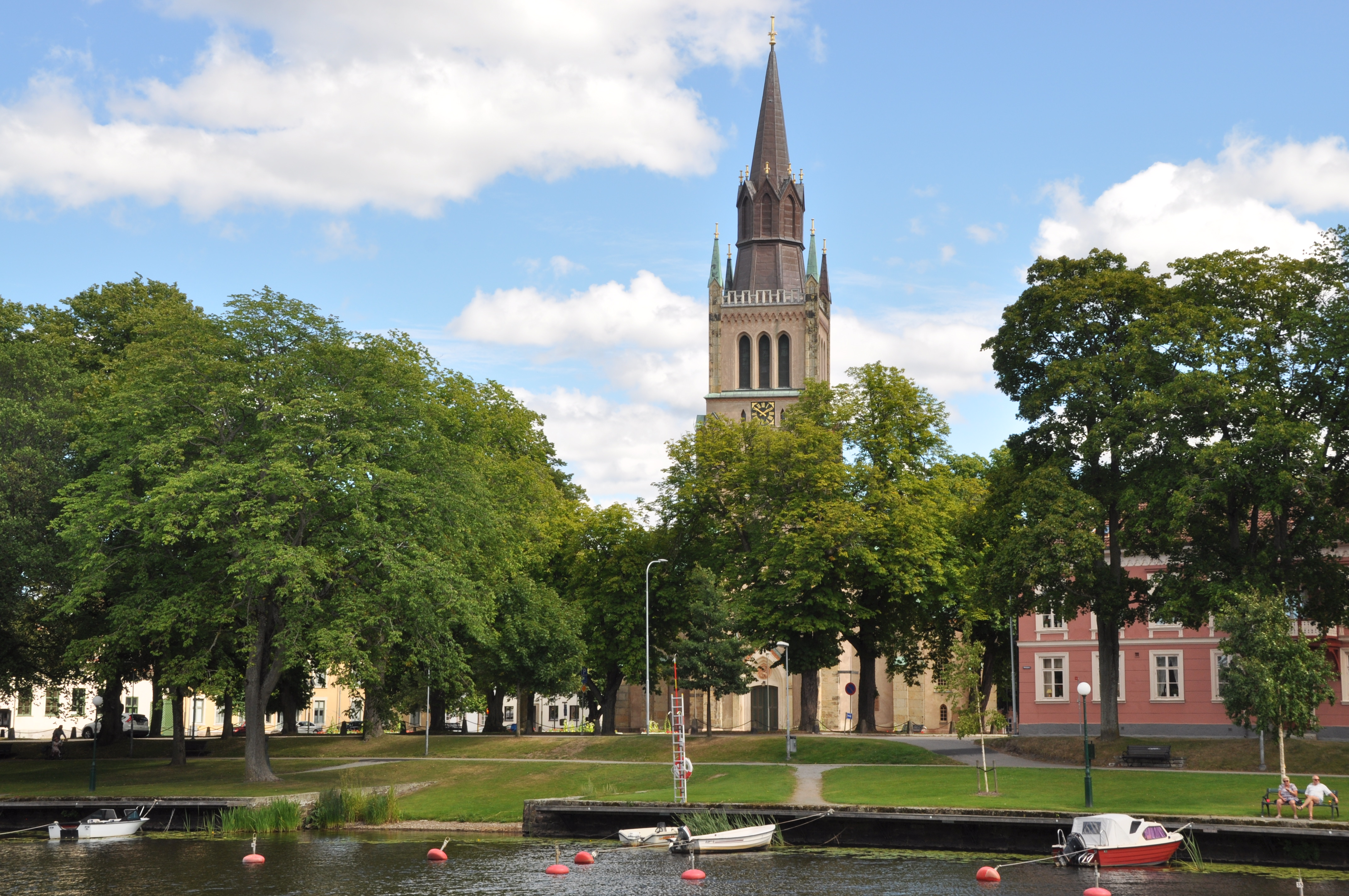
Sankt Nicolai kyrka.
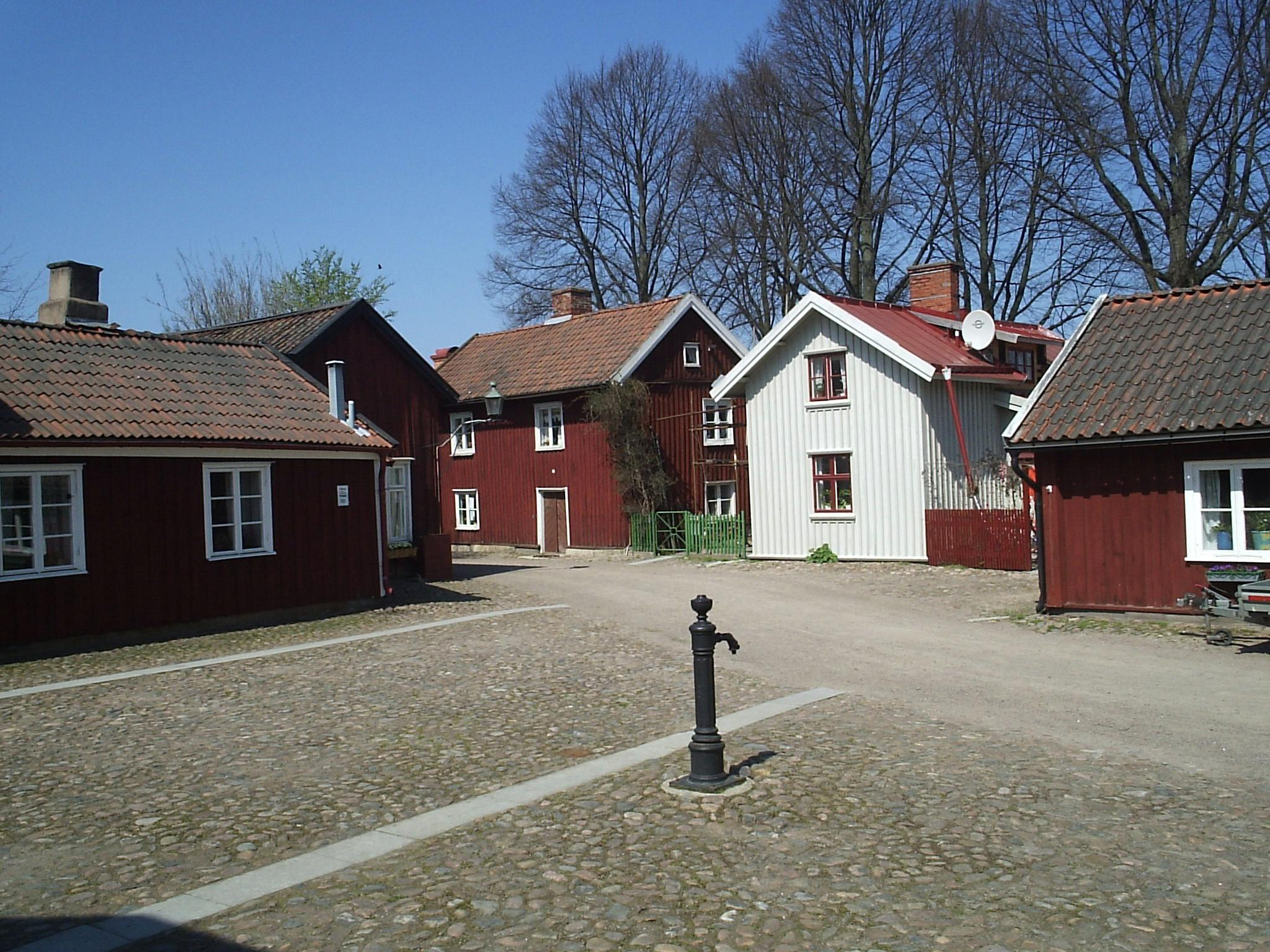
Limtorget.
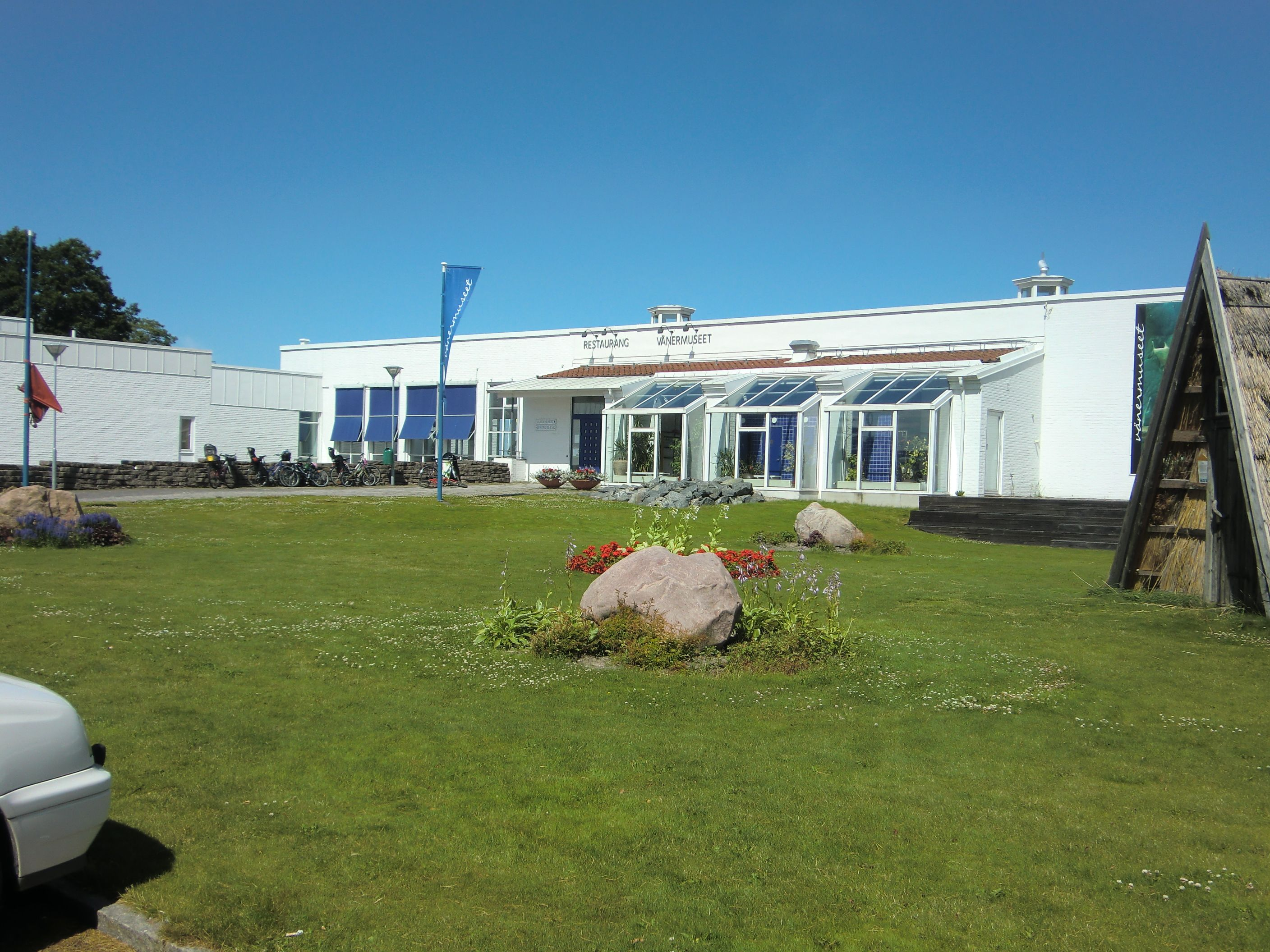
Vänermuseet.
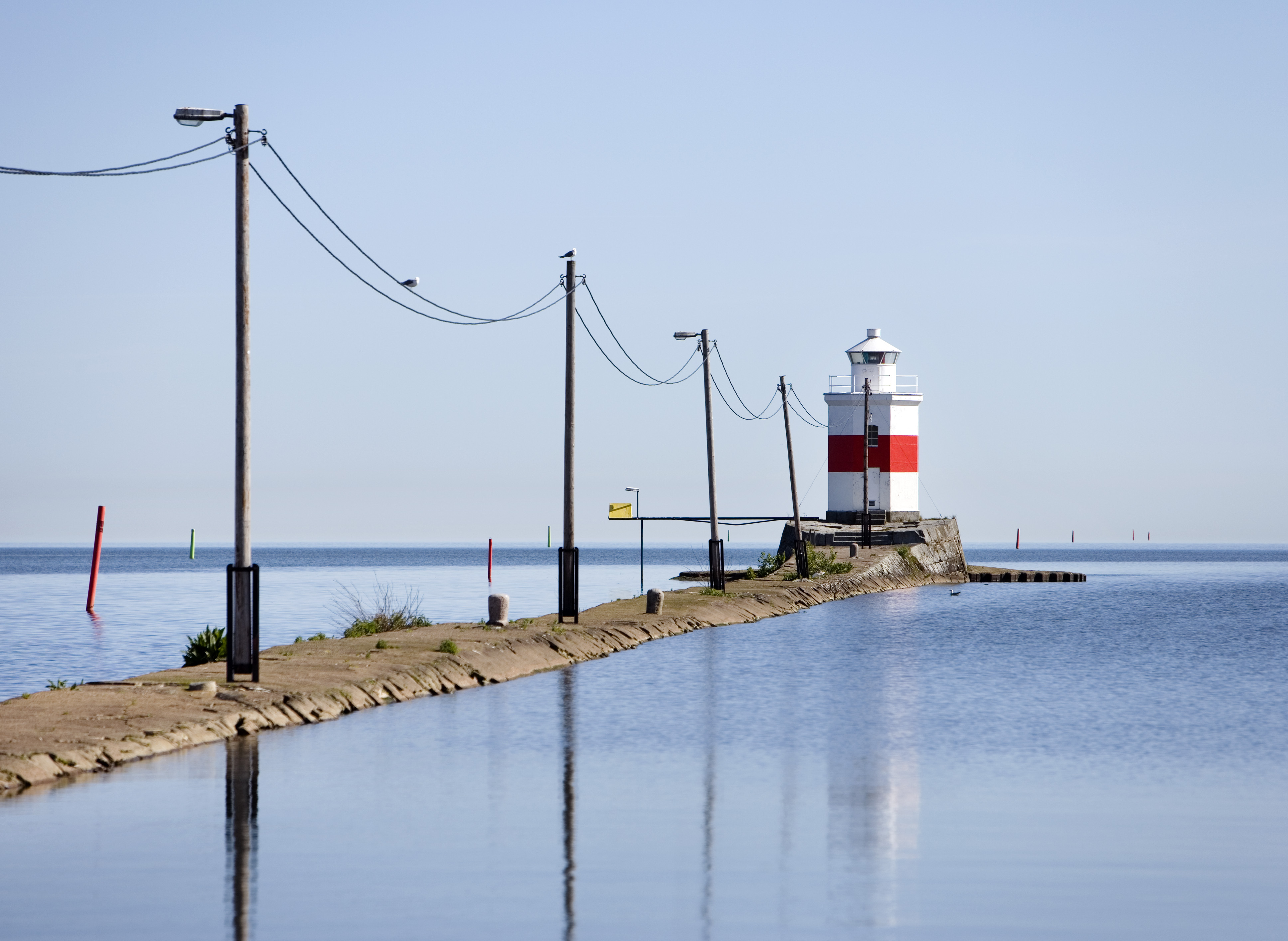
Pir i hamnen.
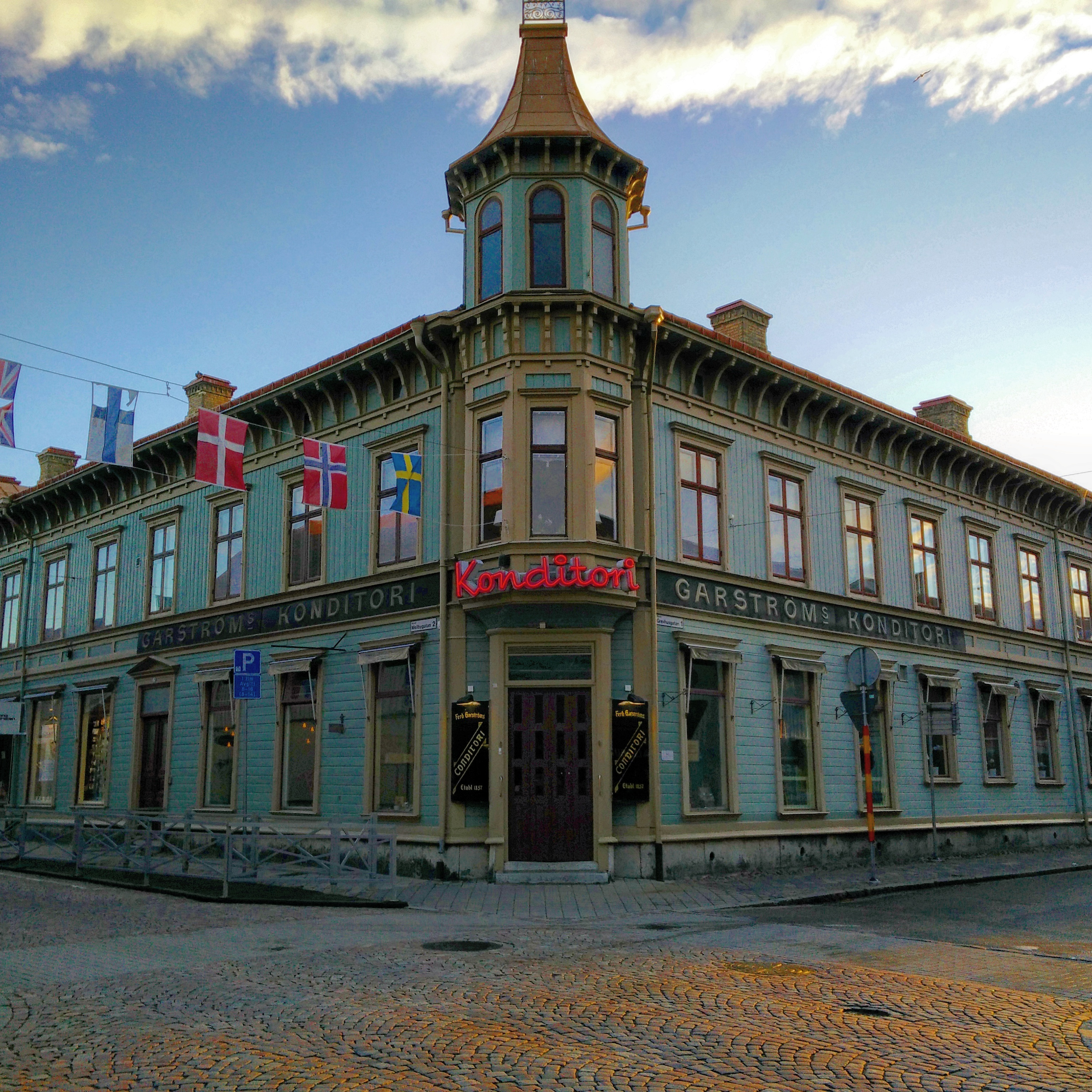
Garströms konditori.